# Ernesto Sousa Matute
Ernesto Sousa Matute (Cajamarca, 1864-Smelter o Tinyahuarco, 25 de noviembre de 1927) político peruano. Fue Ministro de Fomento y Obras Públicas (1926-1927).
El historiador Jorge Basadre Grohmann lo describe como «hombre bondadoso, honrado y leal». Se casó en 1892 con Sara Almandoz Olivera con quien tuvo siete hijos. Su hijo Ernesto fue diputado por Amazonas y su hijo Alfredo fue almirante de la Marina de Guerra del Perú.
Fue elegido diputado por la provincia de Huari en 1895 y en 1901. En 1913 fue elegido nuevamente pero, esta vez, por la provincia de Huaylas. Durante el Oncenio de Leguía, fue elegido nuevamente diputado por Huaylas en  1919 y 1924, mateniendo el cargo hasta su muerte en 1927. 
A fines de 1926, el presidente Augusto B. Leguía lo nombró ministro de Fomento y Obras Públicas. Demostrando dinamismo, al año siguiente emprendió una serie de viajes por todo el territorio peruano para inspeccionar y acelerar las obras encomendadas a su Ministerio, usando como medio de locomoción un automóvil Ford y en algunos tramos, el caballo. Visitó las provincias de Cajamarca, Chilete, Arequipa, Cusco, Puno, Abancay, Ica y provincia de Canta. En el último de dichos viajes, enfermó en Colquijirca, pese a lo cual se negó a regresar a Lima. Falleció en Smelter, a 4.000 m de altura. Su entierro se convirtió en una manifestación de duelo nacional.